# Kreuz (Angermünde)

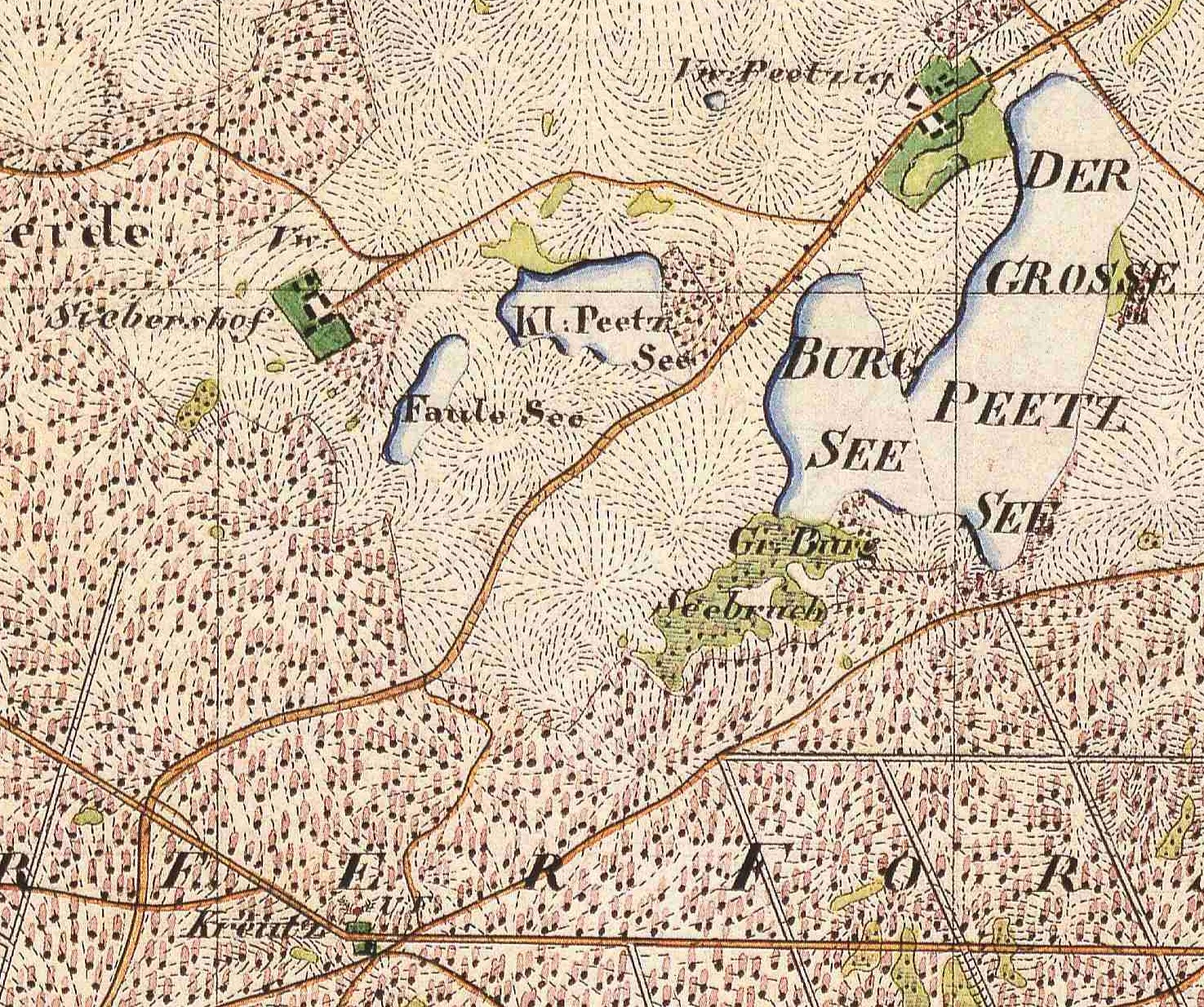
Die zwei abgegangenen Wohnplätze Kreuz und Siebershof sowie der Wohnplatz Peetzig (Ortsteil Greiffenberg), der Stadt Angermünde, Lkr. Uckermark

Das Forsthaus Kreuz war ein Wohnplatz im Ortsteil Görlsdorf der Stadt Angermünde im Landkreis Uckermark (Brandenburg). Das Forsthaus wurde von 1799 aufgebaut, war um 1860 ein Gasthaus und wurde nach 1874 abgerissen.

## Lage
Der Wohnplatz lag an der Kreuzung mehrerer Wege im Görlsdorfer Forst, knapp 3 km nordnordwestlich von Wolletz und 3,5 km westlich von Görlsdorf. Der Wohnplatz lag auf etwa 62,5 m ü. NHN direkt an der heutigen L239.

## Geschichte
1799 ist der Förster auf dem Kreuz erstmals erwähnt. Der Name des Wohnplatzes ist selbsterklärend, hier kreuzen sich drei Wege. Die Försterei wurde in der zum Gut Görlsdorf gehörigen Cavelheide des Grafen von Redern angelegt. 1801 ist der Wohnplatz Kreutz als Forsthaus und Tagelöhnerwohnung beschrieben. 1817 hatte das Forsthaus Kreutz fünf Bewohner. 1841 hatte das Etablissement Kreuz neun Einwohner.
Bis/vor 1860 war die Försterei aufgehoben worden, denn damals war Kreuz ein Gasthof mit einem Wohnhaus und zwei Wirtschaftsgebäuden. Der Gasthof hatte neun Bewohner. 1871 hatte das Gasthaus Kreuz fünf Einwohner; es gehörte zum Gutsbezirk Görlsdorf. Eine letzte Nennung erfolgte 1874. Damals wurden Gemeinde- und Gutsbezirk Görlsdorf mit den Etablissements Blumbergermühle, Erichshagen, Luisenthal, Kreuz und Redernswalde dem Amtsbezirk 20 Görlsdorf des Kreises Angermünde zugewiesen. Bald danach wurde der Gasthof Kreuz abgerissen, denn er wird nicht wieder erwähnt.